# Melanagromyza ultima
Melanagromyza ultima är en tvåvingeart som beskrevs av Spencer 1986. Melanagromyza ultima ingår i släktet Melanagromyza och familjen minerarflugor.
Artens utbredningsområde är Virginia. Inga underarter finns listade i Catalogue of Life.